# RS1
De RS1 is een lichte draagraket die wordt ontwikkeld, gebouwd en gelanceerd door het Amerikaanse ruimtevaartbedrijf ABL Space Systems. De raket was oorspronkelijk bedoeld om commerciële vrachten tot 1350 kg in een lage baan om de Aarde te brengen. Door de concurrentie en veranderde strategie wordt de RS1 doorontwikkeld voor militaire doeleinden.

## Ontwerp
De RS1 is een tweetrapsraket. De beide trappen hebben een diameter van 1,83 meter en de lengte van het geheel is ongeveer 26 meter. De raket wordt gebouwd in ABL’s hoofdkwartier in El Segundo

### Eerste trap
De 16 meter lange eerste trap bevat negen E2-raketmotoren die in een cirkel zijn opgehangen. Deze vloeibarebrandstofmotoren werken op kerosine en vloeibare zuurstof volgens een open verbrandingscyclus. Bijzonder is dat behalve de voor raketten gebruikelijke RP1-raketkerosine, ook Jet-A-vliegtuigkerosine als brandstof kan worden gebruikt. Samen leveren de negen hoofdmotoren een stuwkracht van 485 kilonewton.

### Tweede trap
De tweede trap is ruim 6 meter lang en bevat een enkele E2 vacuüm als hoofdmotor. Deze levert een stuwkracht van 57 kilonewton en werkt volgens  een open verbrandingscyclus.

### Neuskegel
De neuskegel heeft een binnendiameter van 1,96 meter en een binnenlengte van 4,5 meter. Vanaf 2,45 meter loopt deze toe naar een diameter van 55 centimeter.

### Grondsystemen
ABL werkt met simpele mobiele grondsystemen die het mogelijk maken van kleine multi-user-lanceerplatforms te lanceren. Beoogde lanceerplaatsen zijn lanceerplaatsen als Cape Canaveral SLC-46,  Kennedy Space Center LC 48, een platform op SaxaVord Spaceport en diverse platforms op het Pacific Spaceport Complex-Alaska. Op 7 maart 2023 kreeg ABL lanceercomplex SLC-15 van het Cape Canaveral Space Force Station toegewezen om voor zichzelf in gebruik te nemen. Het voormalige Titan complex werd al decennia niet meer gebruikt.

## Geschiedenis
De RS1 is de eerste raket die ABL ontwikkelde. De ontwikkeling begon vanaf de oprichting van het bedrijf in 2017. In eerste instantie was ABL van plan zijn raketmotoren in te kopen bij Ursa Major Technologies. In 2018 besloot ABL zelf motoren te ontwikkelen. In eerste instantie zou de E2 alleen voor de tweede trap worden ontwikkeld en werd voor de eerste trap de grotere E1-hoofdmotor ontwikkeld. De eerste trap zou in dit premature ontwerp drie van deze motoren krijgen en de raket was bedoeld voor een vrachtcapaciteit van maximaal 900 kg. Later, begin 2019, besloot men over te gaan tot een eerste trap met negen E2 motoren waardoor de beoogde vrachtcapaciteit op dat moment op 1200 kg werd geraamd. Er was toen reeds een eerste prototype van de RS1 gebouwd en het bedrijf hoopte die in 2020 te kunnen lanceren. Net als bij vrijwel alle andere nieuwe raketten liep de eerste lancering enkele jaren uit.
Grondtests van de motoren en volledige rakettrappen worden sinds 2020 uitgevoerd op Edwards Air Force Base.
In september 2022 werd de eerste RS1 op het lanceerplatform op Kodiak geplaatst. In de maanden daarop werden verschillende pogingen tot lancering ondernomen die telkens werden afgebroken waarna er werd getest en de aftel-processen werden aangepast.
ABL heeft in de loop der jaren verschillende lanceercontracten voor de RS1 in de wacht gesleept. Zo zouden ze de eerste twee prototypes van Project Kuiper lanceren. Opdrachtgever Amazon.com zag daar later vanaf omdat de RS1 niet op tijd gereed zou zijn.
In november 2024 besliste ABL Space om zich terug te trekken uit de commerciële ruimtevaart en de RS1 verder te ontwikkelen voor militaire doelen zoals gebruik als test object voor anti-raket systemen.

## Vluchten

### Demo-1
De eerste lancering van een RS1 duurde maar enkele seconden. De raket verloor op 10 januari 2023, 10,87 seconde na het opstijgen vanaf Pacific Spaceport Complex-Alaska Lanceerplatform 3C, de elektriciteit in de eerste trap en schakelde hierop gelijktijdig alle negen E2-hoofdmotoren uit waarna de raket door het momentum nog 2,63 seconde door steeg. De RS1 raakte na een val van 8,81 seconde de grond op ongeveer 20 meter van de plaats waar de raket even daarvoor was opgestegen. Dit veroorzaakte een explosie en brand en bracht grote schade toe aan de grondsystemen. Twee CubeSats die aan boord waren gingen verloren. 
Hoewel ABL op succes had gehoopt was een mislukking ingecalculeerd. Het komt maar zelden voor dat een volledig nieuw lanceertuig succesvol is bij de eerste lancering.
In november 2023 rondde de FAA het onderzoek naar de mislukte testvlucht af; het verlies van elektriciteit was ontstaan door vuur in de ruimte waarin een van de motoren was opgehangen. Dit was veroorzaakt door een gebrek aan ruimte in de lanceerinstallatie. ABL had 22 correctieve acties gedefinieerd om het betreffende probleem op te lossen en in de toekomst te voorkomen. Hieronder zijn een verbeterde vuurgoot om het vuur uit de motoren af te voeren en vuurbestendiger afdichting van de ophangingsholte.

### Demo-2
Op 6 maart 2024 postte ABL een bericht op X dat erop wijst dat een tweede lancering aanstaande is. Bij een statisch test van de motoren in juli 2024 ging de raket echter verloren.

## Concurrentie
ABL springt met deze raket in een markt waarin ook de Amerikaanse start-up bedrijven Firefly Aerospace, Relativity Space, en het Duitse Rocket Factory Augsburg hun plaats willen veroveren met raketten die een vrachtcapaciteit tussen de 1000 en 1350 kilogram hebben. Daarnaast concurreren ze met bedrijven die een categorie nog lichtere raketten bouwen, doordat deze grotere raketten meer kleine satellieten aan boord mee kunnen nemen om de lanceerprijs te drukken. Dat zijn onder meer Rocket Lab en Astra. Er is daarnaast nog een hele rits aan startups die deze markt wil bespelen. De concurrentie in die markt is moordend getuige het faillissement van Virgin Orbit. Ook SpaceX trekt een groot deel van dit marktsegment naar zich toe met de ridesharemissies van hun Transporterprogramma dat grote hoeveelheden lichte satellieten met hun veel grotere raket Falcon 9 lanceert.